# 夏店镇 (大悟县)
夏店镇，是中华人民共和国湖北省孝感市大悟县下辖的一个乡镇级行政单位。

## 行政区划
夏店镇下辖以下地区：
街道社区、石咀村、二畈村、松林村、夏店村、高河村、蔡畈村、杜畈村、左河村、关溪村、江河村、桥头村、吴湾村、山背村、黄桥村、田铺村、岵山村、务岗村、高坡村和朝阳村。